# أوغستو بولو كامبوس
أوقستو بولو كامبوس (بالإسبانية: Augusto Polo Campos) هو كاتب أغاني وملحن بيروفي، ولد في 25 فبراير 1932 في بوكويو في بيرو، وتوفي في 17 يناير 2018 في ليما في بيرو بسبب السكري.

## وصلات خارجية
- أوغستو بولو كامبوس على موقع ميوزك برينز (الإنجليزية)
- أوغستو بولو كامبوس على موقع ديسكوغز (الإنجليزية)